# Minh Vũ Tông
Minh Vũ Tông (chữ Hán: 明武宗; 26 tháng 10, 1491 - 20 tháng 4, 1521) là vị Hoàng đế thứ 11 của nhà Minh trong lịch sử Trung Quốc, trị vì từ năm 1505 đến năm 1521. Trong suốt thời gian 16 năm tại vị, ông chỉ dùng một niên hiệu là Chính Đức (正德), nên các sử gia trong sử sách còn gọi ông là Chính Đức Đế (正德帝).
Phần đông sử gia mô tả Vũ Tông là một vị hoàng đế gian dâm, phóng đãng và có những sở thích quái lạ, song cũng có những ý kiến trái ngược. Như việc ông trừ khử hoạn quan Lưu Cẩn (刘瑾) và bình định Ninh vương chi loạn (宁王之乱; hay còn gọi là Thần Hào chi loạn), Ứng Châu đại tiệp (应州大捷); phần nào cho thấy Vũ Tông cũng là một vị hoàng đế có năng lực, quyết đoán.

## Tiểu sử
Tên thật của ông là Chu Hậu Chiếu (朱厚照), sinh ngày 26 tháng 10 năm 1491 tại Tử Cấm Thành, là đích trưởng tử của Minh Hiếu Tông Hoằng Trị Đế và Hiếu Thành Kính Hoàng hậu Trương thị. Ông có một em trai là Chu Hậu Vĩ (朱厚煒) và một em gái là Thái Khang Công chúa (太康公主), nhưng cả hai đều qua đời khi còn rất nhỏ, vì vậy ông là người con trưởng thành duy nhất của Hoằng Trị đế và Trương Hoàng hậu.
Năm 1493, ông được phụ hoàng lập làm Hoàng thái tử khi chỉ mới 2 tuổi. Chu Hậu Chiếu có bản chất thông minh nhưng lại ham chơi lêu lổng. Ông thích cưỡi ngựa bắn cung, hay chơi đùa với các hoạn quan, đôi khi nghĩ ra nhiều trò tiêu khiển kỳ quái mà không ai ngờ được. Bản thân Hoằng Trị đế nhìn thấy chính bản thân ông trong con trai mình, và thường mang Chu Hậu Chiếu đi cùng mỗi khi ông đi du ngoạn, ủng hộ sở thích của ông, và chiều chuộng ông. Tuy ham chơi từ nhỏ, Chu Hậu Chiếu ít khi lơ là việc học. Ông được giáo dục kỹ lưỡng về văn học Nho giáo và tỏ ra xuất sắc trong môn học này. Nhiều lão thần của Hoằng Trị đế mong rằng Chu Hậu Chiếu sẽ trở thành một vị hoàng đế nhân từ và anh minh như cha mình.
Tháng 6 năm 1505, Hoằng Trị đế lâm bệnh nặng. Lúc lâm chung, ông đã triệu tập các lão thần thân cận nhất là các đại thần Lưu Kiện (劉健), Lý Đông Dương (李東陽), và Tạ Di (謝遷), dặn dò bọn họ hãy hết lòng giúp đỡ thái tử còn ít tuổi. Ông đánh giá Chu Hậu Chiếu là một chàng trai trẻ thông minh, nhưng cũng thích hưởng lạc. Vì vậy, ông đã căn dặn các đại thần chỉ dạy con trai mình.
Đến ngày 8 tháng 6 năm đó, Hoằng Trị đế qua đời, thái tử Chu Hậu Chiếu lên kế vị, đổi niên hiệu là Chính Đức. Khi đó, ông chỉ vừa 14 tuổi.

## Trị vì

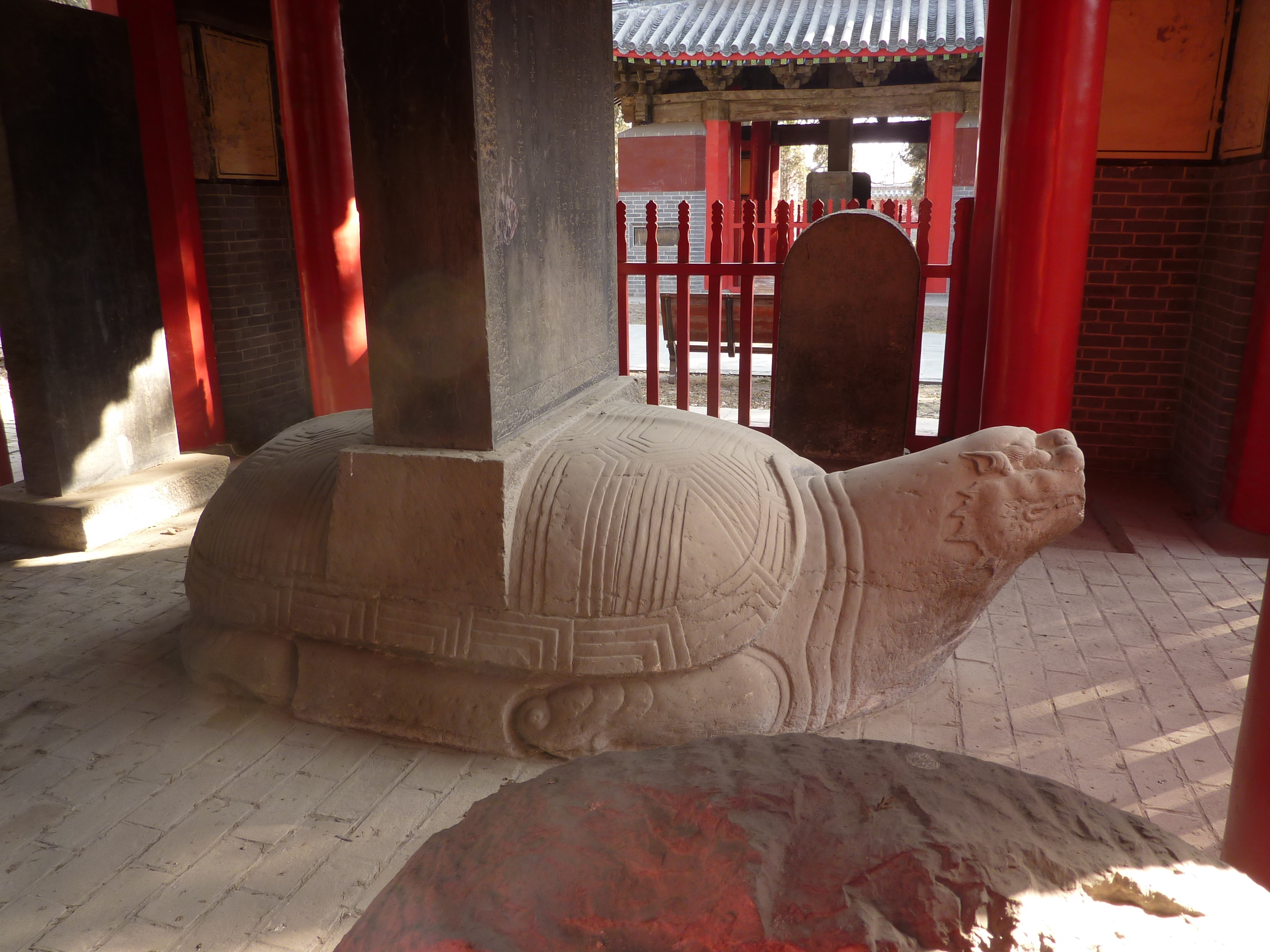
Tấm bia tưởng nhớ việc cải tạo đền thờ Nhan Hồi ở Khúc Phụ vào năm 1509 (năm Chính Đức thứ tư)

Lúc mới lên ngôi, Minh Vũ Tông phải đối mặt với ba vấn đề lớn được vua cha để lại cho ông: quốc khố triều đình không đủ, sự hiện diện quân sự yếu kém ở biên giới tây bắc với quân Mông Cổ, và xung đột giữa hoạn quan và đại thần về phương pháp giải quyết vấn đề. Mặc dù được giảo dục từ nhỏ theo đường lối Nho giáo, ông rất ghét chế độ quan liêu Nho giáo và bác bỏ các nghi lễ cùng bổn phận gắn liền với nó. Ông thường xuyên xung đột với đại thần và thượng thư các bộ, thay vào đó có xu hướng dựa vào hoạn quan. Sự bất đồng này giữa nhà vua và các quan lại một phần là do khoảng cách thế hệ giữa vị hoàng đế trẻ tuổi và các lão thần. 
Chẳng bao lâu sau khi lên ngôi, Vũ Tông dần chán ghét các buổi chầu, trở nên thờ ơ với chính sự. Ông bỏ qua các nhiệm vụ nghi lễ và nghi thức được quy định tỉ mỉ của một hoàng đế. Ông cũng bỏ ngoài tai sự phản đối và yêu cầu của các đại thần, nhưng sẵn sàng đáp ứng các yêu cầu và mong muốn của các hoạn quan. Trong những năm đầu trị vì, Vũ Tông chủ động tránh các buổi tiếp kiến chính thức và thảo luận về các chủ đề Nho giáo cùng các quần thần. Thay vào đó, ông lại chìm đắm vào những thú vui tiêu khiển như cưỡi ngựa, săn bắn và âm nhạc. Trong suốt thời gian trị vì, ông chủ yếu được miêu tả là một hôn quân sống xa xỉ, hoang dâm, có nhiều hành động liều lĩnh, ngu ngốc và thiếu trách nhiệm.
Đầu năm 1514, người họ hàng xa của ông là Ninh vương Chu Thần Hào đã tặng ông vài trăm chiếc đèn lồng mới và sai người lắp đặt chúng cho lễ mừng năm mới. Tuy nhiên, hoàng đế đã cho xây dựng những túp lều yurt ngay trước cung điện để thao lược quân sự, một số lều trong đó chứa thuốc súng. Trong lúc lễ đèn lồng đang diễn ra, bụi từ những chiếc đèn lồng đã vô tình phát nổ, gây ra một đám cháy lớn trong các cung điện của Tử Cấm Thành, vậy mà Vũ Tông chỉ bình thản chiêm ngưỡng đám cháy và mô tả với các quần thần rằng "đó là những ngọn lửa đẹp", sau đó chủ trương thu thuế để xây dựng lại cung điện. Trong thời gian trùng tu các cung điện, Vũ Tông đã cho xây dựng 162 túp lều yurt cho riêng mình trong Tử Cấm Thành. Việc sửa sang lại các cung điện bị cháy kéo dài đến năm 1521, với 30.000 binh lính từ quân đồn trú ở Bắc Kinh làm việc và tiêu tốn hơn 1 triệu lạng bạc.
Chính Đức đế dần trở nên nổi tiếng vì nhiều hành động trẻ con cũng như lạm dụng quyền lực. Ví dụ, do muốn trải nghiệm kinh doanh, ông từng cho làm một khu chợ trong cung điện, ra lệnh cho các quần thần, hoạn quan, binh lính và đầy tớ ăn mặc và hành động như người bán hàng. Trong khi đó, hoàng đế đóng giả làm khách hàng. Bất kỳ người nào không muốn tham gia, đặc biệt là các bậc công thần, sẽ bị trừng phạt hoặc bãi nhiệm.

### Xây dựng Báo Phòng
Năm 1507, Minh Vũ Tông cho xây dựng Báo Phòng (豹房) nằm bên ngoài Tây Hoa Môn. Gọi là "phòng" nhưng thực chất Báo Phòng có tới hơn 200 gian nhỏ, xây dựng mất hơn năm năm mới hoàn thành, hao phí ngân khố quốc gia 240.000 lượng. Ban đầu, ông dự định dùng nơi này để nuôi hổ báo nhằm thỏa mãn đam mê săn bắn của mình, nhưng về sau thì biến thành nơi vui chơi hưởng lạc với các phi tần và "thoát khỏi sự ràng buộc bí bách của cung cấm."  Tại đây, ông cho tuyển chọn một số lượng lớn phụ nữ xinh đẹp đưa vào ở để ngày đêm thỏa mãn dục vọng.

### Hoạn quan lộng quyền

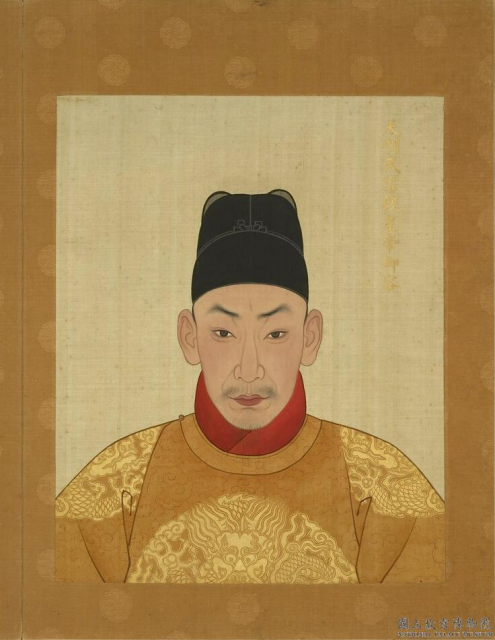
Minh Vũ Tông Chính Đức hoàng đế Chu Hậu Chiếu

Trước đây khi còn giữ ngôi thái tử, bên cạnh Vũ Tông luôn có tám tên hoạn quan hầu cận, hầu hạ cưỡi ngựa, đánh cầu, đuổi hươu, săn thỏ. Tên đứng đầu là Lưu Cẩn (刘瑾), những người còn lại là Trương Vĩnh, Mã Vĩnh Thành, Cốc Đại Dụng, Ngụy Bân, Khâu Tụ, Cao Phượng, La Tường. Vũ Tông từ khi lên ngôi chỉ ham chơi, thấy bọn Lưu Cẩn luôn chiều theo ý mình nên rất quý chuộng, trọng dụng. Tám tên hoạn quan đó dựa thế hoàng đế, tha hồ ra ngoài cung làm mọi chuyện phi pháp. Dân đương thời gọi chúng là "Bát hổ". Bọn chúng hầu hạ ông ăn chơi đủ thứ, thường xuyên lôi kéo ông vào những trò chơi vô bổ và lối sống phóng túng. Chính vì thế, Vũ Tông chểnh mảng việc triều chính, thường vào thiết triều muộn hoặc không đến. Hoàng đế cứ hai ngày mỗi khuya dắt Trương Vĩnh ra ngoài hoàng cung uống rượu quá độ, quậy phá tại lầu quán, trong lúc say rượu thường đi lang thang bên ngoài, nhận nhầm con gái nhà lành là kỹ nữ, rồi tùy tiện xông vào nhà dân giở trò đồi bại. Thủ lĩnh Bát hổ Lưu Cẩn khét tiếng vì đã lợi dụng lòng tin của vị hoàng đế trẻ tuổi để phung phí số lượng lớn vàng bạc và đồ vật có giá trị, lên đến khoảng 36 triệu lạng vàng và bạc. Quyền thế Lưu Cẩn ngày càng mạnh, khiến triều đình ai cũng khiếp sợ.
Những việc làm của Vũ Tông khiến các triều thần vô cùng thất vọng. Đại học sỹ Lưu Kiện và một số đại thần ba bộ Lại, Hộ, Binh khuyên can Vũ Tông trừ bỏ tám con hổ dữ đó. Bọn Lưu Cẩn được tin, liền khóc lóc với Vũ Tông. Minh Vũ Tông không những không nghe lời can gián, mà còn thăng Lưu Cẩn lên chức Tư lễ giám và cho hai tên đồng đảng của Lưu Cẩn làm đề đốc Đông xưởng và Tây xưởng. Nắm quyền lớn trong tay, Lưu Cẩn liền tập hợp các đại thần, bắt quỳ trước Kim Thủy Kiều, công bố ghép tội một loạt đại thần là "gian đảng" và đuổi khỏi triều đình. Tháng 4 năm 1506, Binh bộ Thượng thư Lưu Đại Hạ vì khuyên can nên bị cách chức; một tháng sau Lại bộ thượng thư Mã Văn Thăng cũng bị cách chức, thay vào đó là hoạn quan Tiêu Phương. Đến giữa tháng 10 năm đó, các đại học sỹ Lưu Kiện, Tạ Di, Lý Đông Dương và Hộ bộ Thượng thư Hàn Văn âm mưu trừ bỏ Lưu Cẩn nhưng không thành, cả ba người Lưu, Tạ và Hàn đều bị cách chức, duy chỉ có Lý Đông Dương do có thái độ mềm mỏng nên được giữ lại. Lúc này Lưu Cẩn đã nắm giữ chức Tư lễ giám kiêm Đốc đoàn doanh, quyền lực mỗi lúc một lớn.
Hàng ngày, bọn Lưu Cẩn bày ra đủ trò vui thú cho Vũ Tông, đợi tới khi Vũ Tông mải mê, mới đưa hàng loạt sớ tấu xin Vũ Tông phê duyệt. Minh Vũ Tông bực mình nói: "Ta nuôi các ngươi để làm gì? Có mấy việc vặt thế này bắt ta tự làm hay sao?". Nói xong, quẳng các sớ tấu cho Lưu Cẩn. Từ đó, bất kì việc lớn nhỏ, Lưu Cẩn đều không trình lên nữa. Hắn chuyên quyền độc đoán, giả truyền ý chỉ hoàng đế cho các đại thần. Bản thân Lưu Cẩn không thông thạo chữ nghĩa, nên đọc không hiểu nội dung các sớ tấu, liền mang về nhà cho đồng đảng xử lý. Các quan thấy vậy, nên mỗi lần muốn tâu việc gì, chỉ đưa bản sao cho Lưu Cẩn, còn bản chính thì đưa ra trước triều đình. Vào giai đoạn đó, dân gian đương thời lưu truyền 1 câu nói: "Trong thành Bắc Kinh có hai Hoàng đế, một Hoàng đế ngồi, một Hoàng đế đứng; một Chu Hoàng đế, một Lưu Hoàng đế".
Có tin đồn cho rằng Lưu Cẩn có ý định giết hoàng đế và cho cháu lên thừa kế. Sợ bị những phe đối lập chống lại, Lưu Cẩn phái đặc vụ của Đông xưởng, Tây xưởng đi do thám khắp nơi. Hắn còn đặt thêm 1 "nội hành xưởng" do tự mình quản lý để bắt bớ người vô tội. Số người bị bức hại lên tới mấy ngàn. Tiếng kêu than, oán giận của dân chúng vang dậy kinh thành. Lưu Cẩn lợi dụng quyền thế, hạch sách bóp nặn, đòi đưa hối lộ. Các quan địa phương tới kinh thành triều kiến, sợ Lưu Cẩn gây khó dễ, đều phải đưa lễ vật trước mặt hắn, mỗi lần có tới hai vạn lạng bạc, hoặc phải vay nặng lãi mà trả dần. Tất nhiên, khoản tiền đó, lại bổ xuống đầu nhân dân lao động.

### An Hóa vương chi loạn
Năm 1510, An Hóa vương Chu Chí Phiên lấy danh nghĩa chống Lưu Cẩn, khởi binh mưu phản, sử gọi là An Hóa vương chi loạn (安化王之乱). Minh Vũ Tông cử Dương Nhất Thanh là võ quan tổng quản vùng Ninh Hạ, Diên Tuy đem quân thảo phạt Chu Chí Phiên, đồng thời cử hoạn quan Trương Vĩnh làm giám quân, trấn áp thành công cuộc nổi loạn, bắt được Chu Chí Phiên. Ông ta bị bỏ ngục trong một năm trước khi bị triều đình xử tử.

### Diệt trừ Lưu Cẩn, trọng dụng Giang Bân

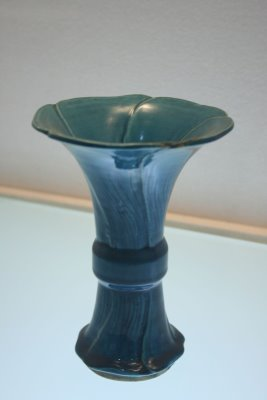
Bình sứ thời Chính Đức; Bảo tàng Nam Kinh

Dương Nhất Thanh sau khi dẹp loạn An Hóa vương (安化王之乱), có ý muốn trừ Lưu Cẩn. Ông dò biết Trương Vĩnh vốn là một hoạn quan trong nhóm "Bát hổ", nhưng từ khi Lưu Cẩn đắc thế, Trương Vĩnh thường xuyên có mâu thuẫn với Lưu Cẩn, liền lôi kéo Trương Vĩnh về phía mình. Trên đường về kinh, Dương Nhất Thanh ghé sát vào tai Trương Vĩnh, dùng ngón trỏ tay phải viết vào lòng bàn tay trái 1 chữ "Cẩn". Trương Vĩnh nhíu mày nói: "Kẻ đó hàng ngày ở bên mình hoàng thượng, lại nhiều tai mắt, muốn trừ hắn đi rất khó!". Dương Nhất Thanh nói rằng: "Ngài cũng là thân tín của hoàng thượng. Lần này khải hoàn về kinh, hoàng thượng nhất định sẽ triệu kiến ngài. Nhân dịp đó, ngài tâu rõ nguyên nhân khiến Chu Chí Phiên mưu phản, nhất định hoàng thượng sẽ giết Lưu Cẩn. Đại sự mà thành công thì tên tuổi của ngài sẽ lưu truyền hậu thế".
Trương Vĩnh vốn có hiềm khích với Lưu Cẩn, nay được Dương Nhất Thanh hiến kế, liền quyết tâm thực hiện. Đến Bắc Kinh, Trương Vĩnh ngay trong đêm vào gặp Vũ Tông, tố cáo Lưu Cẩn mưu phản. Minh Vũ Tông liền hạ lệnh cho cấm quân đến bắt Lưu Cẩn. Lưu Cẩn không phòng bị gì, đang ngủ say, bị cấm quân xông vào trói lại, đưa vào nhà lao. Minh Vũ Tông sai cấm quân đến khám xét và tịch thu gia sản của Lưu Cẩn, phát hiện được 24 vạn nén vàng, 5 triệu nén bạc và vô số ngọc ngà châu báu. Ngoài ra, còn khám xét thấy long bào, đai ngọc, khôi giáp, vũ khí. Minh Vũ Tông lúc đó mới giật mình, nổi giận nói rằng: "Tên nô tài này quả nhiên muốn tạo phản", lập tức cho xử tử Lưu Cẩn, dùng lăng trì hành hình. Bên cạnh đó, vua cho đóng cửa cả hai xưởng Đông Tây và giải phóng những đại thần vô tội bị bọn hoạn quan bắt giam.
Lưu Cẩn tuy đã bị giết, nhưng thói sa đọa phóng túng của Vũ Tông đã nghiêm trọng tới mức không thể nào sửa được. Sau khi giết Lưu Cẩn, ông lại sùng bái một võ quan tên là Giang Bân (江彬). Giang Bân rủ rê hoàng đế, nhiều lần rời Bắc Kinh lên tìm thú vui chơi nhiều tháng liền ở Tuyên Phủ (nay là Tuyên Hóa, Hà Bắc), Xương Bình, Mật Vân; có lúc vua đi xa hơn, băng qua Cư Dung quan, ngao du tới Đại Đồng. Nhiều đại thần phản đối những chuyến tuần du của hoàng đế đều bị ông phạt trượng, hoặc giáng chức, bỏ ngục. Trong mỗi chuyến đi như thế, Giang Bân và binh lính đã tìm kiếm rất nhiều con gái đẹp cho hoàng đế bất chấp họ là con nhà quan hay nhà dân, đã kết hôn hay chưa. Vũ Tông cũng để mọi quyền quân sự, chính trị cho Giang Bân giải quyết. Giang Bân vì vậy tha hồ tham nhũng, đòi hối lộ, bài xích người tốt.

### Khởi nghĩa nông dân
Hoàng đế bỏ bê chính sự, đất đai tập trung cao độ vào tay các địa chủ, khiến thuế má và lao dịch trút lên đầu nhân dân lao động ngày càng nặng nề, nên các cuộc khởi nghĩa liên tiếp nổ ra trong thời Chính Đức. Năm 1508, một cuộc khởi nghĩa nông dân ở Tứ Xuyên bùng nổ và sau đó lan rộng ra 2 tỉnh Thiểm Tây và Quý Châu. Đến năm 1510, vùng phụ cận Bắc Kinh nổ ra cuộc khởi nghĩa do hai anh em Lưu Lục, Lưu Thất lãnh đạo. Cuộc khởi nghĩa kéo dài trong hai năm, nghĩa quân hoạt động trong phạm vi tám tỉnh thuộc Hà Bắc, Sơn Đông, Sơn Tây, bốn lần tiến tới gần Bắc Kinh, giáng một đòn nặng nề vào triều đình nhà Minh. Vũ Tông buộc phải cất nhắc sử dụng các đại thần quân chính đã bị chính ông phế truất trước đó để đối phó với hai cuộc khởi nghĩa này. Năm 1511, hầu hết các cuộc khởi nghĩa của nông dân Tứ Xuyên đều đã thất bại và đến tháng 5 năm 1512, quân nông dân Hà Bắc cũng bị triều đình dẹp yên.

### Trận Ứng Châu và cuộc nổi dậy Chu Thần Hào
Năm 1517, vua Bắc Nguyên ở Mông Cổ là Dayan Khan đem quân quấy rối vùng Dương Cao, Sơn Tây. Minh Vũ Tông tự mình làm tổng chỉ huy và đem quân dẹp loạn, cùng vũ tướng Giang Bân cầm quân, đại thắng. Sử gọi cuộc chiến này là Ứng Châu đại tiệp (应州大捷). Trong một thời gian dài sau trận chiến này, quân Mông Cổ đã không còn xâm phạm vào lãnh thổ nhà Minh.
Năm 1519, Ninh vương Chu Thần Hào (稱宸濠) nổi loạn ở Nam Xương, Giang Tây, sử gọi là Ninh vương chi loạn (寧王之亂) hay Thần Hào chi loạn (宸濠之乱). Minh Vũ Tông đã tự phong cho mình là Uy Vũ Đại tướng quân, đích thân đem quân đi chinh phạt Thần Hào. Khi vừa đến nơi, ông nhận được tin Tuần phủ Nam Cám Vương Dương Minh đã dẹp yên cuộc nổi loạn và bắt sống được Chu Thần Hào. Nhận thấy sự thất vọng của Vũ Tông vì không được tự mình bắt được Thần Hào, đám Giang Bân đề xuất thả hắn ra và hoàng đế tự đem quân đuổi theo bắt lại để tỏ rõ uy thế của mình. Sau khi Ninh vương được áp giải đến, Vũ Tông định giết ngay nhưng Vương Dương Minh và các triều thần khuyên can, nên ông phải tạm thời bắt hắn ta làm tù binh. Vào tháng 1 năm 1521, Vũ Tông quyết định bức tử Chu Thần Hào tại Thông Châu, một sự kiện đã được một sứ giả của Bồ Đào Nha ghi lại ngay trên lãnh thổ Trung Quốc.
Sau khi đàn áp cuộc khởi nghĩa của Chu Thần Hào, Minh Vũ Tông lại nhân đó đi tuần du ở vùng Giang Nam. Ông mải mê săn bắn, tiệc tùng, thưởng ngoạn, không còn màng đến chính sự.

### Quan hệ với Phật giáo và Hồi giáo

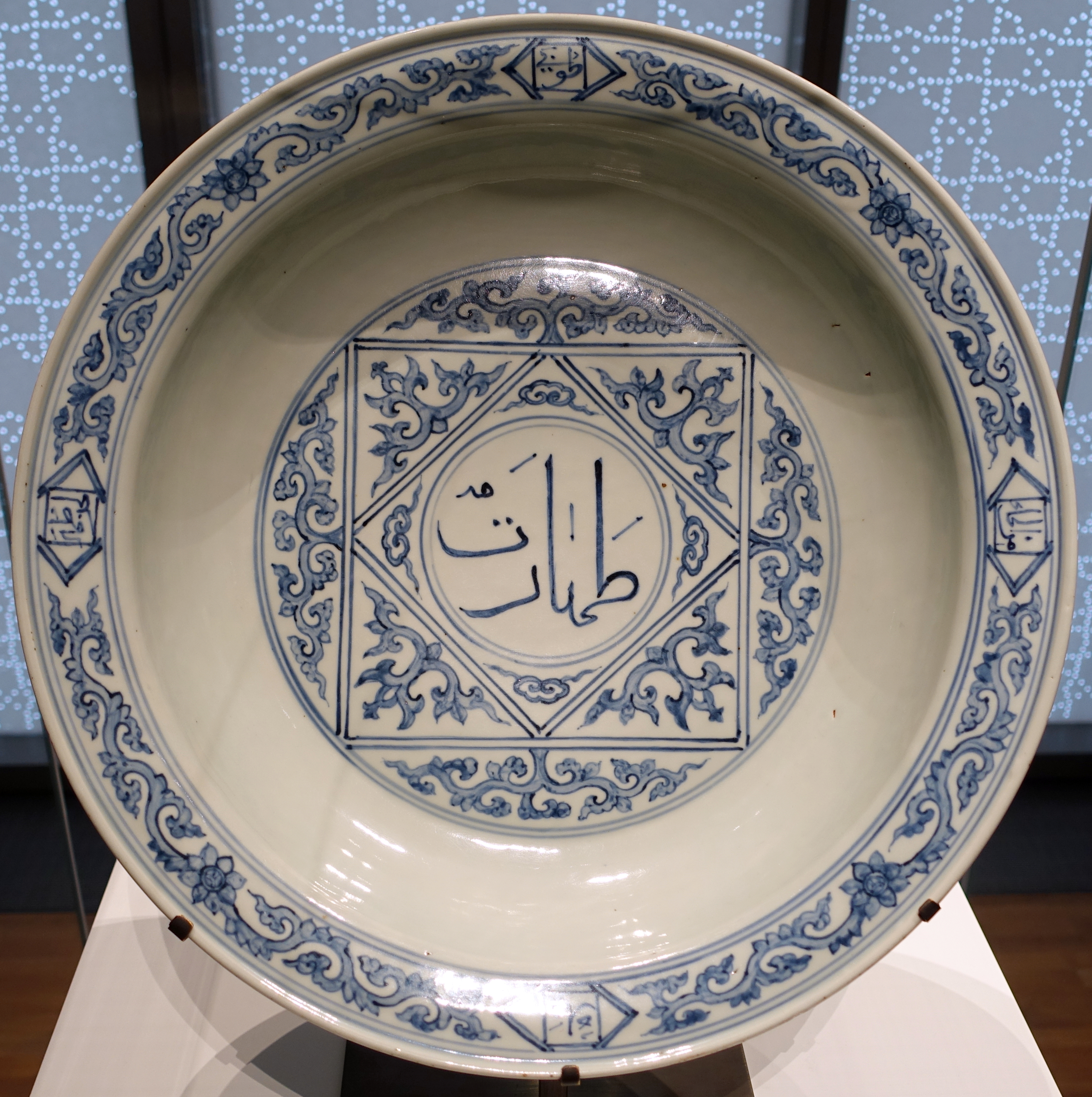
Đồ sứ Trung Quốc với chữ Taharat (sạch sẽ) trong thư pháp Thuluth, thời Chính Đức nhà Minh

Vũ Tông bị mê hoặc những người nước ngoài nên mời nhiều người Hồi giáo làm mưu sĩ, hoạn quan và sứ giả tại kinh thành của ông. Các tác phẩm nghệ thuật như đồ sứ dưới thời cai trị của ông có chữ khắc Hồi giáo bằng tiếng Ả Rập hoặc tiếng Ba Tư. Ông cũng được cho là rất thích tìm hiểu về văn hóa Hồi giáo. Trong tác phẩm "Hành trình đến Trung Quốc" do Ali Akbar, một thương nhân đến từ Trung Á viết, cho rằng hoàng đế Trung Quốc lúc bấy giờ, Minh Vũ Tông, là một tín đồ Hồi giáo sùng đạo, vừa ăn vừa đọc kinh Koran. Tuy nhiên, những mô tả này của Ali Akbar không có bằng chứng hỗ trợ từ các tài liệu lịch sử của Trung Quốc.
Một sắc lệnh cấm giết lợn đã dẫn đến suy đoán rằng Vũ Tông đã ứng dụng luật đạo Hồi do ông ta sử dụng các hoạn quan Hồi giáo, những người đã được vua ủy thác việc sản xuất đồ sứ với các chữ khắc Ba Tư và Ả Rập bằng màu trắng và xanh; một giả thuyết khác có thể là do cung hoàng đạo của hoàng đế là một con lợn. Tuy nhiên trên thực tế ông vẫn ăn thịt lợn. Không lâu sau, do vấp phải sự phản đối của đại thần Dương Đình Hòa, ông phải bãi bỏ lệnh cấm này.明武宗還曾亲自接见第一位来华的葡萄牙使者皮莱资。明武宗因為自己生肖屬豬，曾一度敕令全国禁食猪肉，但他自己仍食用猪肉、「内批仍用豕」；旋即在大學士杨廷和的反對下，降敕廢除。
Vũ Tông ưa thích phụ nữ Hồi giáo nước ngoài, có nhiều mối quan hệ tốt với họ. Nhiều vũ công người Hồi giáo cũng được đưa đến cung điện để phục vụ ông. Ngoài ra, hoàng đế cũng thích phụ nữ Duy Ngô Nhĩ. Theo các sử gia, một người phụ nữ Duy Ngô Nhĩ đã lọt vào danh sách các phi tần yêu thích nhất của hoàng đế. Người này có họ Mã, được học bắn cung, cưỡi ngựa, hát, cũng như có thể nói nhiều thứ tiếng.
Ngoài ra Vũ Tông còn sùng bái Phật giáo, thông hiểu kinh Phật bằng tiếng Phạn, thường xuyên tụng kinh gõ mõ trong cung, tự xưng là Đại Khánh Pháp Vương Tây Thiên Giác Đạo Viên Minh Tự Tại Đại Định Huệ Phật.

### Quan hệ với châu Âu
Những cuộc tiếp xúc trực tiếp đầu tiên giữa châu Âu với Trung Quốc diễn ra dưới triều đại của Vũ Tông. Trong một số nhiệm vụ ban đầu do Afonso de Albuquerque của Malacca thuộc Bồ Đào Nha ủy nhiệm, các nhà thám hiểm người Bồ Đào Nha, Jorge Álvares và Rafael Perestrello đã cập bến ở miền Nam Trung Quốc và buôn bán với các thương nhân Trung Quốc ở Tân Giới và Quảng Châu. Năm 1513, vị vua của họ, Manuel I của Bồ Đào Nha đã gửi hai sứ giả Fernão Pires de Andrade và Tomé Pires đến Tử Cấm Thành để chính thức công khai mối quan hệ giữa hai chính quyền Bắc Kinh và Lisbon, kinh đô của Bồ Đào Nha. Mặc dù Vũ Tông đã ban cho sứ giả Bồ Đào Nha những lời chúc phúc khi đi thăm Nam Kinh vào tháng 5 năm 1520, nhưng sau khi Chính Đức đế qua đời, những người thương nhân Bồ Đào Nha (những người được đồn đại là kẻ gây rối ở Quảng Đông và thậm chí là những kẻ bắt cóc và ăn thịt trẻ em Trung Quốc) đã bị thừa tướng Dương Đình Hòa của nhà Minh từ chối quan hệ giao thương. Mặc dù buôn bán bất hợp pháp vẫn tiếp tục sau đó, quan hệ chính thức giữa đế quốc Bồ Đào Nha và triều đình nhà Minh không được cải thiện cho đến những năm 1540, đỉnh điểm là sự đồng ý của nhà Minh vào năm 1557, khi cho phép Bồ Đào Nha thành lập Ma Cao làm cơ sở buôn bán của họ ở Trung Quốc.

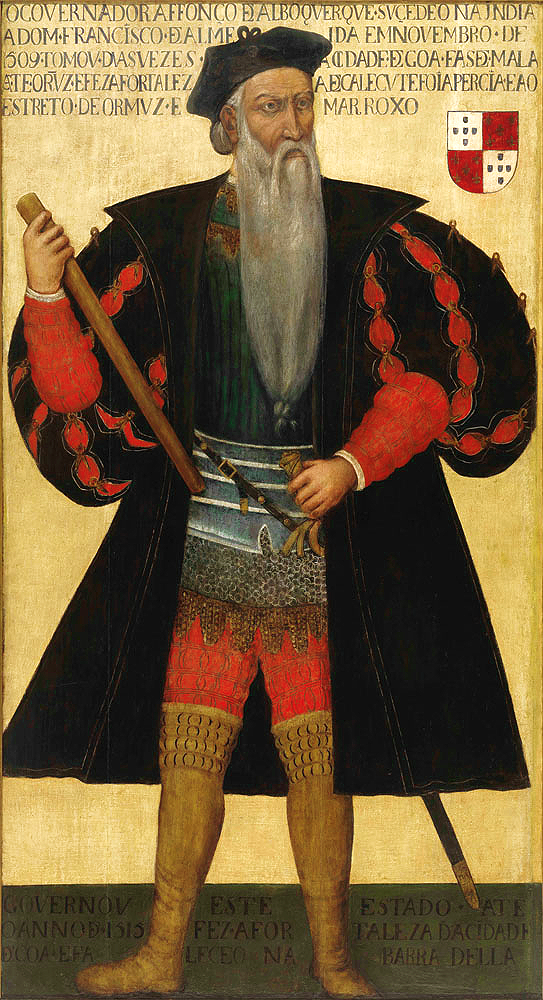
Afonso de Albuquerque, người đã ủy thác các liên doanh hàng hải châu Âu trực tiếp đầu tiên đến Trung Quốc từ Malacca thuộc Bồ Đào Nha.

Một trong những kỹ năng tiên tiến nhất của Chính Đức đế là khả năng học ngoại ngữ rất tốt của ông. Hoàng đế đặc biệt thành thạo hai thứ tiếng Phạn và tiếng Ả Rập. Ngoài ra, khi biết sắp có sứ giả Bồ Đào Nha đến trình diện, ông đã học tiếng Bồ Đào Nha trong một thời gian rất ngắn và thậm chí sau đó có thể tự nói chuyện với người Bồ Đào Nha.

#### Liên minh Trung-Mã Lai chống lại Bồ Đào Nha
Vương quốc Malacca của Mã Lai là một quốc gia chư hầu và là đồng minh của nhà Minh. Khi Bồ Đào Nha chinh phục Malacca vào năm 1511 và có hành động tàn ác chống lại Vương quốc Mã Lai, triều đình nhà Minh đã đáp trả bằng vũ lực bạo lực chống lại Bồ Đào Nha.
Nhà Minh đã bỏ tù và xử tử nhiều sứ giả Bồ Đào Nha sau khi tra tấn họ tại Quảng Châu. Malacca đã thông báo cho Trung Quốc về hành động xâm lược Malacca của thực dân Bồ Đào Nha, mà nhà Minh đã đáp trả bằng sự thù địch với người Bồ Đào Nha. Malacca nói với Trung Quốc về sự lừa dối mà người Bồ Đào Nha đã sử dụng, ngụy trang các kế hoạch chinh phục lãnh thổ như các hoạt động buôn bán đơn thuần và kể về tất cả sự tàn bạo của thực dân Bồ Đào Nha.
Do Quốc vương Malacca khiếu nại về cuộc xâm lược của Bồ Đào Nha với Chính Đức đế, người Bồ Đào Nha đã được chào đón bằng sự thù địch từ phía nhà Minh khi họ vừa đến Trung Quốc. Quốc vương Malacca, có trụ sở tại Bintan sau khi chạy trốn khỏi Malacca, đã gửi một thông điệp tới nhà Minh để lên án về thổ phỉ Bồ Đào Nha và những hoạt động bạo lực ở Trung Quốc, khiến triều Minh phải xử tử 23 người Bồ Đào Nha và tra tấn những người còn lại trong tù. Sau khi người Bồ Đào Nha thiết lập các đồn để buôn bán ở Trung Quốc và thực hiện các hoạt động cướp biển và đột kích ở Trung Quốc, nhà Minh đã đáp trả bằng việc tiêu diệt hoàn toàn người Bồ Đào Nha ở Ninh Ba và Tuyền Châu. Pires, một đặc phái viên thương mại Bồ Đào Nha, nằm trong số những người đã chết trong ngục tối ở Trung Quốc.
Nhà Minh đã đánh bại một hạm đội Bồ Đào Nha vào cuối năm 1521 trong trận hải chiến Đồn Môn chỉ vài tháng sau khi Chính Đức qua đời, giết chết và bắt giữ rất nhiều người Bồ Đào Nha đến nỗi người Bồ Đào Nha phải từ bỏ đàn em của họ và rút lui chỉ với ba tàu, chỉ trốn thoát trở lại Malacca nhờ một cơn gió mạnh làm chìm các tàu chiến của quân đội nhà Minh khi Trung Quốc phát động một cuộc tấn công cuối cùng.
Nhà Minh đã bắt giữ con tin là một sứ giả Bồ Đào Nha và sử dụng như một con bài mặc cả để yêu cầu người Bồ Đào Nha khôi phục vị vua Malacca (vua) bị phế truất trước đó trở lại ngai vàng. Ngoài ra triều đình đã tiến hành xử tử một số người Bồ Đào Nha bằng cách đánh đập và bóp cổ họ, và tra tấn những người còn lại. Các tù nhân Bồ Đào Nha khác bị đưa vào xích sắt và bị giam trong tù. Nhà Minh đã tịch thu toàn bộ tài sản và hàng hóa của thực dân Bồ Đào Nha trong quyền sở hữu của sứ giả Pires.

## Qua đời

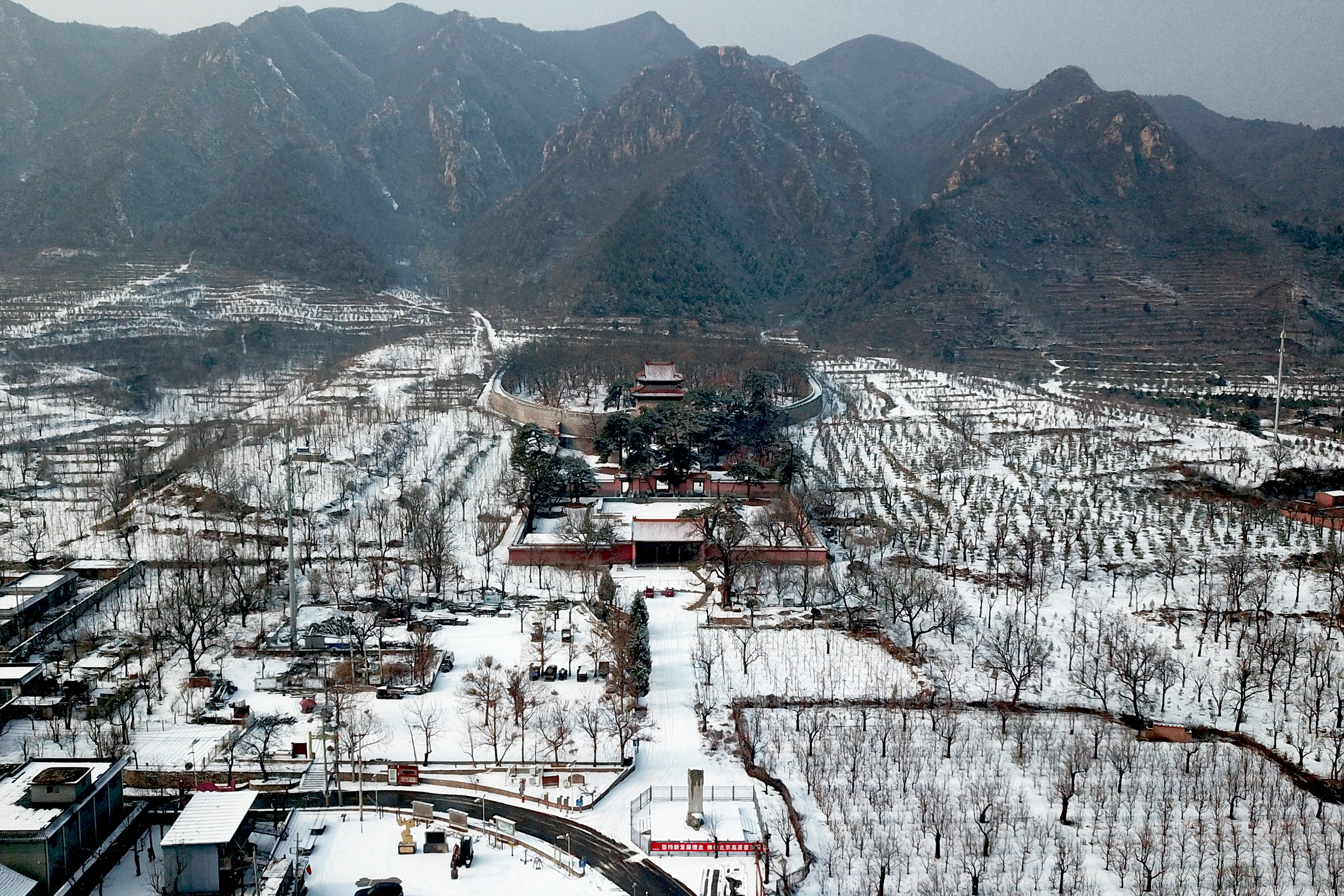
Khang lăng trong Thập Tam Lăng nhìn từ trên cao, nơi chôn cất của Minh Vũ Tông, hình chụp vào đầu tháng 1 năm 2020.

Tháng 9 năm 1520, trên đường trở về kinh, Vũ Tông đi qua Thanh Giang Phố muốn bắt chước ngư dân đánh cá mua vui, do vui chơi quá đà nên sơ ý bị ngã xuống nước, may mắn được mọi người xung quanh kịp thời vớt lên. Tuy không bị chết đuối nhưng do sức khỏe yếu nên khi về kinh, ông đã đổ bệnh nặng.
Đến tháng 2 năm sau, Minh Vũ Tông dù chưa khỏe vẫn đích thân đến Thiên Đàn chủ trì lễ tế rằm tháng Giêng. Trong lúc hành lễ bái thiên địa, ông bất ngờ thổ huyết và đột quỵ, khiến đại lễ phải dừng lại. Chỉ hai tháng sau, hoàng đế rơi vào trạng thái mê man. Biết mình khó qua khỏi, ông nói với thái giám của Tư lễ giám: "Bệnh của trẫm không thể cứu chữa được nữa. Hãy truyền ý của trẫm tới Hoàng thái hậu, việc thiên hạ quan trọng, phải cùng các đại thần xử lý. Những việc trước đây đều là sai lầm của trẫm."
Năm 1521, ngày 20 tháng 4, Vũ Tông chết trong Báo Phòng, hưởng dương 31 tuổi. Do vua không có con nối dõi, lại không chỉ định ai kế vị nên các đại thần, đứng đầu là Dương Đình Hòa, đã căn cứ theo Hoàng Minh tổ huấn để đưa con trai của Hưng vương Chu Hữu Nguyên, theo vai vế là em họ ông, là Chu Hậu Thông (朱厚熜), khi ấy 14 tuổi lên kế vị. Quần thần tôn Chu Hậu Thông đăng cơ, tức Minh Thế Tông, niên hiệu là Gia Tĩnh. Gia Tĩnh dâng miếu hiệu cho ông là Vũ Tông (武宗), thụy hiệu là Thừa Thiên Đạt Đạo Anh Túc Duệ Triết Chiêu Đức Hiển Công Hoằng Văn Tư Hiếu Nghị Hoàng đế (承天达道英肃睿哲昭德显功弘文思孝毅皇帝), an táng ở Khang lăng (康陵).

## Nhận định
Minh Vũ Tông là một trong những vị quân chủ gây nhiều tranh cãi nhất trong lịch sử Trung Quốc. Theo Minh thực lục và nhiều sử liệu Trung Quốc khác, ông được xem là một hôn quân ngang ngược, háo sắc, ăn chơi trụy lạc, tính khí thất thường, dung túng cho hoạn quan lộng quyền. Tuy vậy, ngày càng có nhiều sử gia đã ủng hộ một quan điểm trái ngược khi cho rằng Vũ Tông thực chất cũng là một nhà cai trị sáng suốt với ý chí mạnh mẽ, quyết đoán, mưu lược.
Thứ nhất, chính vua đã xử lý dứt khoát với những phần tử nổi loạn như Lưu Cẩn, Chu Thần Hào, Chu Chí Phiên và mối đe dọa từ Mông Cổ, thúc đẩy quan hệ giao thương với nước ngoài, đã có nhiều chính sách đối ngoại khéo léo với đế quốc Bồ Đào Nha cũng như giải quyết những cuộc khủng hoảng do thiên tai, bệnh dịch và thuế má một cách khoan hòa. Mặc dù những thành tựu dưới thời Chính Đức cũng đã hưởng lợi không ít từ sự đóng góp của các bá quan văn võ rất tài năng của ông, nhưng chúng cũng phản ánh rằng Minh Vũ Tông là một vị vua có năng lực trị nước.
Thứ hai, tuy làm nhiều chuyện hoang đường quái dị, Vũ Tông được ghi nhận bởi nhiều tài liệu lịch sử là một nhà cai trị khá hiệu quả, mặc dù đam mê lối sống xa xỉ và từ chối tham dự hầu hết các buổi chầu, ông lại cho thấy mình có năng lực trong các quyết định và quản lý của mình. Ngay cả khi dành phần lớn thời giờ cho những thú vui cá nhân, Chính Đức vẫn sắp xếp thời gian lên triều nghe chính sự, phê duyệt tấu chương, quyết định các chính sách lớn của đế quốc. Thậm chí, khi không thiết triều, vua cũng thông qua Tư lễ giám truyền đạt mệnh lệnh của mình cho nội các thi hành, cũng như yêu cầu chuyển hết tấu chương đến cho ông xử lý. Dưới thời Chính Đức, tuy triều đình thiếu sự nề nếp và khuôn mẫu nhưng nền kinh tế đất nước vẫn tiếp tục phát triển, và cuộc sống người dân nói chung là thịnh vượng.

Theo tường thuật của một số sử gia, mặc dù đạt nhiều thành tựu trong thời gian tại vị, Vũ Tông đã nhiều lần bỏ bê công việc của mình, bắt đầu một xu hướng nguy hiểm sẽ ảnh hưởng đến các hoàng đế nhà Minh về sau. Việc từ bỏ các công việc chính thức như điều hành chính sự để theo đuổi sự hài lòng cá nhân sẽ dần dẫn đến sự trỗi dậy và thâu tóm quyền hành của các hoạn quan và cuối cùng hủy hoại vương triều nhà Minh. Học giả nhà Minh Đàm Thiên nhận xét rằng: "Hoàng đế thông minh và vui tươi... Ông cũng không làm hại các quan chức tranh luận hay can gián với ông. Ông rất thích sự hỗ trợ của thượng thư các bộ và các công việc hiệu quả của những Đại học sỹ. Ông làm việc cho đến khi nửa đêm để ban hành sắc lệnh trừng phạt những tên tội phạm như Lưu Cẩn".

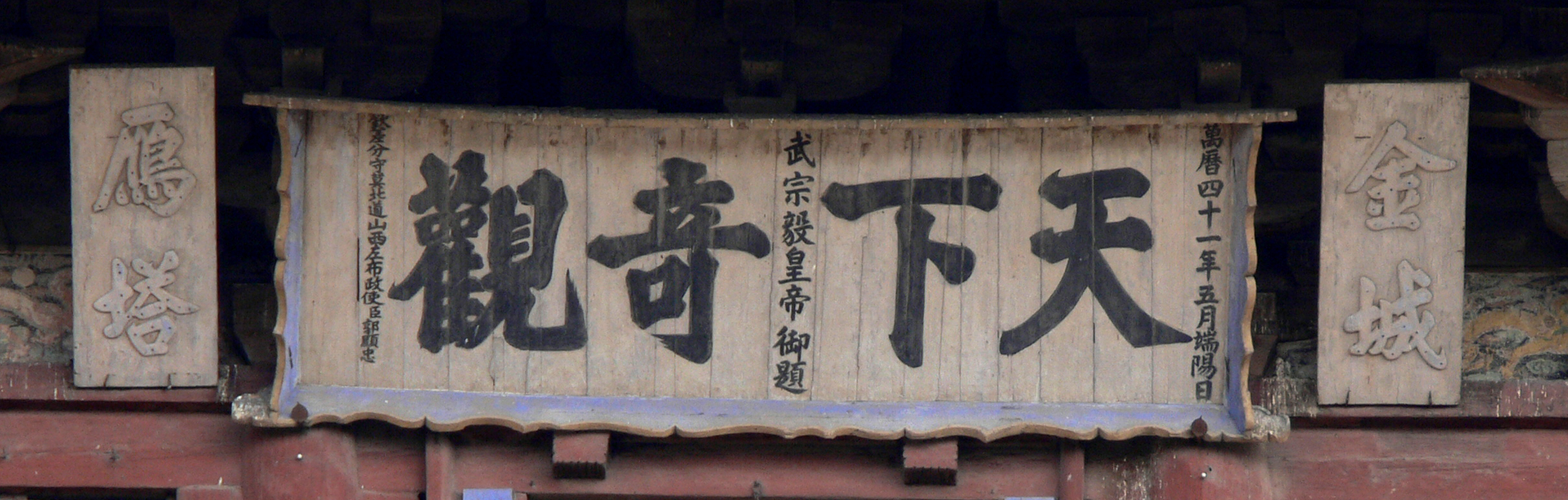
Bức thư pháp của Chính Đức đế viết 4 chữ 天下奇觀 (Thiên hạ kỳ quan) ở tháp Thích Ca trong chùa Phật Cung, thuộc huyện Ứng, tỉnh Sơn Tây.

Một số nhà sử học hiện đại đã xem thời kỳ nắm quyền của Chính Đức đế là sự khởi đầu của một hình thức trị nước mới của các hoàng đế và tranh luận rằng hành động của ông cùng với những người kế vị như Minh Thần Tông sau này là một phản ứng trực tiếp đối với sự bế tắc quan liêu, ảnh hưởng đến triều đại nhà Minh trong giai đoạn nửa sau. Các hoàng đế trong giai đoạn này rất hạn chế trong những quyết định chính sách của mình và không thể thực hiện bất kỳ cải cách hiệu quả lâu dài nào khi đang có sở thích cá nhân rõ ràng, trong khi họ lại phải liên tục đối mặt với những áp lực khác nhau và được cho là chịu trách nhiệm chính cho tất cả những rắc rối mà quốc gia phải đối mặt. Kết quả là, các đại thần ngày càng thất vọng và vỡ mộng về các chính sách đổi mới của mình, và liên tục phản đối thái độ tiêu cực của hoàng đế dưới các hình thức khác nhau, về cơ bản giống như một cuộc đình công. Do đó, giai đoạn nửa sau của nhà Minh đã xảy ra những trường hợp như Minh Vũ Tông nhiều lần lẻn ra khỏi kinh thành để tìm thú vui trong khi các hoàng đế khác như Minh Thế Tông và Minh Thần Tông thì lánh vào cung riêng và không xuất hiện thường xuyên trong các buổi chầu.

## Gia quyến
- Cha: Minh Hiếu Tông Chu Hựu Đường.
- Mẹ: Hiếu Thành Kính Hoàng hậu Trương thị (孝成敬皇后张氏, 1471 - 1541), người Kim Hà, cha là Xương Quốc công Trương Loan (张峦). Sau khi Vũ Tông lên ngôi, tôn hiệu thành Từ Thọ Hoàng thái hậu (慈寿皇太后).

### Hậu phi
1. Hiếu Tĩnh Nghị Hoàng hậu Hạ thị (孝靜毅皇后夏氏; 1492 - 1535), người Thượng Nguyên. Sau khi Thế Tông Gia Tĩnh Đế kế vị, dâng tôn hiệu là Trang Túc Hoàng hậu (莊肅皇后).
2. Thục Huệ Đức phi Ngô thị (淑惠德妃吳氏, ? - 1539), cha là Ngô Nhượng (吴让) , năm Chính Đức thứ nhất (1507) nhập cung làm phi   thông thuộc lễ nghĩa trong cung nên rất được Trương Thái hậu quý mến.
3. Vinh Thục Hiền phi Thẩm thị (榮淑賢妃沈氏, 1492 - 1542), cha là Thẩm Truyên (沈传), xuất thân cung nữ được Vũ Tông sủng hạnh , năm Chính Đức thứ nhất (1507) sắc phong Hiền phi (賢妃) , cũng được Thái hậu quý mến như Ngô Đức phi. Năm 1542 thì mất , Minh Thế Tông nghỉ triều ba ngày , tang lễ giống như Thục Huệ Đức phi trước đó ba năm.
4. Lưu Mỹ nhân (刘美人), còn gọi là Lưu cơ (刘姬), con gái của Lưu Lương (刘良), vốn là kỹ nữ , trước từng lấy một nhạc công trong cung , rất được Vũ Tông sủng ái. Là nhân vật Lý Phượng Thư trong truyền thuyết "Du long hý phượng" (游龍戲鳳) nổi tiếng trong dân gian.
5. Vương thị (王氏), không rõ phong hiệu, người phủ Thuận Thiên (Bắc Kinh ngày nay), có tài văn thơ.
6. Mã thị (马氏), còn gọi Mã cơ (马姬), không rõ phong vị, là người Hồi, tư sắc diễm mỹ, biết cưỡi ngựa bắn cung, thạo nhiều thứ tiếng, giỏi Hồ nhạc.
7. Đới thị (戴氏), con gái của Tổng binh Đới Khâm (戴钦), không rõ phong hiệu.
8. Đỗ thị (杜氏) , nguyên là thiếp của Mã Ngang (马昂).
9. Vương Mãn Đường (王满堂), con gái của Vương Trí (王智), bị gạch tên trong danh sách tuyển phi của Vũ Tông, sau được phong nữ quan.